# شهريور (سردابة)
شهریور (بالفارسية: شهریور) هي قرية تقع في إيران في أردبيل. يقدر عدد سكانها بـ 299 نسمة بحسب إحصاء 2016.